# 加納多 (亞利桑那州)
加納多（英語：Ganado）是位於美國亞利桑那州阿帕契縣的一個人口普查指定地區。根據2010年美國人口普查，該地人口為1210人，而該地的面積約為23.70平方千米。

## 地理
加納多的座標為35°42′09″N 109°33′12″W / 35.70250°N 109.55333°W，而該地最高點為海拔高度1946米（即6386英尺）。